# Велика Стрмиця
Велика Стрмиця (словен. Velika Strmica) — поселення в общині Мокроног-Требелно, регіон Південно-Східна Словенія, Словенія.